# الموسوعة العلمية الميسرة
الموسوعة العلمية الميسرة هي النسخة العربية المترجمة من موسوعة هملين العلمية للناشئين (بالإنجليزية: The Hamlyn Junior Science Encyclopedia)‏ التي صدرت النسخة الأولى منها في يوليو عام 1973 م ثم صدرت النسخة التاسعة منها عام 1982 م والتي اعتمدت للتعريب وصدرت أول نسخة عربية مترجمة تحت هذا الاسم «الموسوعة العلمية الميسرة»  في 1984 م الناشر مكتبة لبنان ساحة رياض الصلح بيروت.
وتضم الموسوعة 300 صفحة و1000 صورة وهي مقدمة بالأساس للناشئين وتتحدث عن العديد من نواحى المعرفة في مختلف العلوم وتعتبر حجر الزاوية في العديد من مجالات وأساسيات العلوم.

وقد صدرت تباعا العديد من الموسوعات العربية المترجمة أو المؤلفة التي تحمل أسماء مشابهة لها.
وعلى الرغم من انها نسخة مترجمة عن موسوعة عمرها يزيد عن 15 سنة إلا أنها حوت الكثير من المواد العلمية الأساسية بعيد عن تعقيد النظريات مما جعلها أساس جيد للناشئين فهي مشوقة دون ملل.
احتوت الموسوعة على الصور الاصلية التي صدرت بها النسخة الإنجليزية والتي رسمت بفن الفوتورياليزم الذي يمكن من محاكاة الصور الواقعية بفن الرسم دون تصوير.
لاتحتوى الموسوعة الكثير عن علم الحاسبات لقدم إصدارها.

موسوعة هملين العلمية للناشئين